# Кенуитиё Харада
Кенуитиё Харада (англ. Kenuichio Harada), также известный как Серебряный Самурай (англ. Silver Samurai) — персонаж американских комиксов издательства Marvel Comics, созданный сценаристом Стивом Гербертом и художником Уильямом Робертом Брауном. Он является мутантом, который обладает способностью направлять энергию через свой меч, благодаря чему тот может разрезать всё, что угодно. Первоначально появившись в качестве врага Сорвиголовы, Харада впоследствии стал одним из личных врагов Росомахи, который встал на его пути в борьбе за лидерство в клане Ясида со сводной сестрой Марико, после чего Харада вознамерился отомстить за честь своей семьи. В 1978 году он был злодеем в одном из самых странных кроссоверов в истории Marvel Comics — в комиксе Marvel Team-Up #74 (Октябрь) с участием Человека-паука и актёрского состава «Saturday Night Live». Персонаж столкнулся с комиком Джоном Белуши в образе самурая Футабы. Несмотря на свою принадлежность к преступному клану Ясида, он, в конечном итоге, стал героем и состоял в союзе с такими командами, как Big Hero 6. 
С момента его первого появления в комиксах персонаж появился в различных медиа-адаптациях, включая мультсериалы, кино и видеоигры. В фильме «Росомаха: Бессмертный» (2013), выходившем в рамках одноимённой кинофраншизы от студии 20th Century Fox, роль Кенуитиё Харады исполнил американский актёр Уилл Юн Ли.

## Силы и способности
Благодаря своей природе мутанта, Кенуитиё Харада обладает способностью генерировать в своём теле тахионовое поле огромной мощности, хотя обычно он фокусирует эту энергию в своём мече, благодаря чему тот заряжает его настолько что он может прорезать практически что угодно, кроме самых прочных материалов, таких как адамантий или вибраниум, но также он может заряжать абсолютно любой предмет, что позволяет ему в случае необходимости использовать их в качестве импровизированного оружия. Кенуитиё является мутантом альфа-уровня.

## Вне комиксов

### Телевидение
- В эпизоде «Лотос и клинок» мультсериала «Люди Икс» (1992) Кенуитиё Хараду / Серебряного Самурая озвучил Денис Акияма[14]. Он был лидером банды, терроризирующей деревню, где отдыхал Росомаха. Когда жители деревни отказались платить дань, Самурай и его люди попытались взять её силой, однако вставшие на защиту сельчан Росомаха и Дубили помогли им отстоять свою независимость.
- Кион Янг озвучил Кенуитиё Хараду / Серебряного Самурая в мультсериале «Росомаха и Люди Икс» (2009)[14].
- Кенуитиё Харада / Серебряный Самурай появляется в аниме «Мстители: Дисковые войны» (2014), где его озвучил Таканори Нисикава[15].
- Кенуитиё Харада / Серебряный Самурай появляется в мультсериале «Хит-Манки» (2021)[16], где его озвучил Ношир Далаль[14].

### Кино
Уилл Юн Ли исполнил роль Кенуитиё Харады в фильме «Росомаха: Бессмертный» (2013). Он является лидером Чёрного клана, ниндзя, преданных семье Ясида. Во время похорон Итиро Ясиды тайно помогал Логану и Юкио предотвратить похищение Марико Ясиды. Впоследствии искал Логана и Марико по всему Нагасаки, находясь в подчинении Гадюки. В дальнейшем, вместе с остальной частью Чёрного клана, он попытался помешать Логану войти в заброшенный исследовательский центр, в котором Марико содержалась в плену. Он и клан забрасывали Логана антиадамантиевыми стрелами и доставили Гадюке и, как оказалось, выжившему Итиро, который находился в броне Серебряного Самурая. Осознав, что он помогал не тем людям, Харада попытался помочь Логан в сражении с Итиро, однако потерпел неудачу и был убит им же.

### Видеоигры
- Кенуитиё Харада / Серебряный Самурай — один из игровых персонажей в X-Men: Children of the Atom (1994), где его озвучил Ясуси Икэдой[14].
- Кенуитиё Харада / Серебряный Самурай — игровой персонаж в Marvel vs. Capcom 2: New Age of Heroes (2000)[18], где его вновь озвучил Икэда[14].
- Кенуитиё Харада / Серебряный Самурай, озвученный Кеоном Янгом[14], является одним из боссов игры X-Men: The Official Game (2006). Здесь он является главой Гидры и наставником Леди Смертельный Удар. В прошлом он и Гидра сотрудничали с Уильямом Страйкером над созданием Мастера Молда и Стражей за несколько лет до участия Оружия Икс. После смерти Страйкера Гидра готовится уничтожить всё оборудование и файлы, касающиеся Стражей, в то время как Джейсон Страйкер активирует Мастера Молда. Росомаха проникает в штаб-квартиру Гидры и сражается с Серебряным Самураем, чтобы получить информацию о том, как остановить Мастера Молда и Стражей, в конечном итоге одержав победу.
- Эндрю Кисино озвучил Кенуитиё Хараду / Серебряного Самурая в игре Lego Marvel Super Heroes (2013)[14], где тот является одним из открываемых игровых персонажей[19].

### Товары
В 2020 году Iron Studios выпустила статуэтку Серебряного Самурая.